# سيسي باترسون
سيسي باترسون (بالإنجليزية: Cissy Patterson)‏ (7 نوفمبر 1884 - 24 يوليو 1948)؛ صحفية وروائية أمريكية.

## روابط خارجية
- سيسي باترسون على موقع الموسوعة البريطانية (الإنجليزية)
- سيسي باترسون على موقع إن إن دي بي (الإنجليزية)